# 新沃克博物馆
|  |

新沃克博物馆和艺术画廊，是一所位于英国莱斯特市新沃克街的博物馆，离莱斯特市中心不远。建于1849年，新沃克博物馆是英国最早成立的公共博物馆之一，其展品涵盖科学与人文艺术领域，富有国际色彩的同时兼具本地风情。博物馆原建筑由双轮双坐马车的设计者乔瑟夫·汉森所设计，曾经历过数次扩建，最近的一次是在2011年。

## 主展览
常设展览区的主题包括恐龙、古埃及、莱斯特郡矿物质、在附近发掘的第一块加尼亚虫化石等，并设有一块野生动物空间，摆放着世界各地动物的填充模型。

### 恐龙与化石

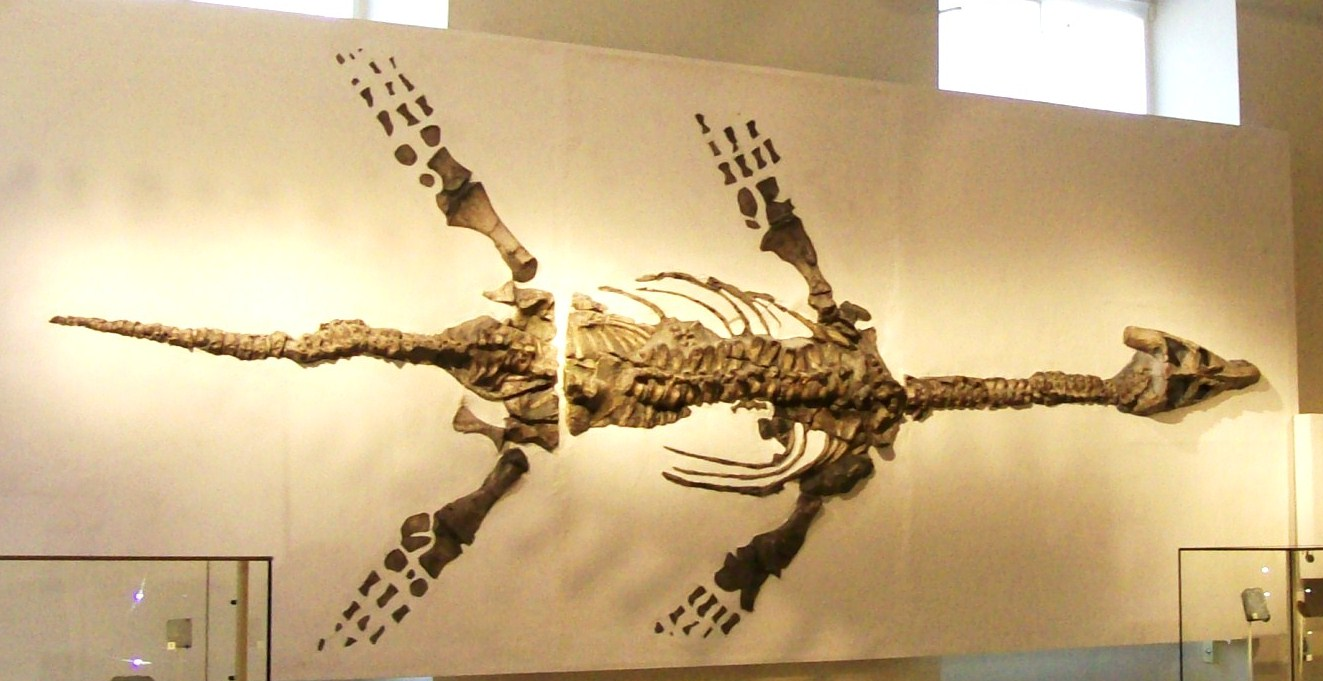
出土于索尔河畔巴罗村的蛇颈龙亚目骨架，昵称“巴罗腌鱼” 。

新沃克博物馆有着丰富的绝迹生物馆藏。常设展品中包括两具恐龙化石骨架：发掘于拉特兰郡的鲸龙，以及出土于索尔河畔巴罗村的蛇颈龙亚目。
1968年6月，在拉特兰郡小卡斯特通村附近威廉森·克里夫采石场发掘出了一具牛津鲸龙的骨架，昵称“乔治”。这一骨架长达15米（49英尺），是世界上所发掘的蜥脚类恐龙化石中最为完整的骨架之一。自1975年起，这一具化石骨架就已存放在新沃克博物馆中，由于该化石骨架极为脆弱，不便用于展示，因此馆内展览的大部分骨骼是原化石的复制品。这一拉特兰鲸龙曾经在英国儿童节目《蓝色彼得》中出镜，并在1985年由《蓝色彼得》的节目主持人珍妮特·诶利斯进行剪彩。
由英式腌鱼而得名的“巴罗腌鱼”是一具未经确认的蛇颈龙类骨架，于1851年于索尔河畔巴罗村发掘。“巴罗腌鱼”最初被认为是巨颅蛇颈龙的骨架，但后来又被重新归类为巨颅菱龙。然而，亚当·史密斯和加雷斯·戴克（2008年）认为这具化石骨架应当属于另一种还没有被命名的种类。
2011年9月，新沃克博物馆对其恐龙展区作出了扩张，重新组织了化石的陈列，添加了一个新的展厅，并对整个展区进行了装修。新的恐龙展区由大卫·阿滕伯勒剪彩，主要展示已灭绝的海生爬行动物。这一新展区的“镇区之宝”包括前文提及的拉特兰鲸龙、加尼亚虫化石、蛇颈龙化石、利兹鱼化石以及一小片巴尔维尔陨石。
新沃克博物馆收藏着在国际上具有重要地位的加尼亚虫化石。加尼亚虫化石是首个被确认为来自前寒武纪时期的化石。在发现该化石之前，人们认为前寒武纪时期还未曾出现大型的生物形态。新沃克博物馆所收藏的加尼亚虫化石属于“正型标本”，也就是一种生物被第一次鉴定并正式描述时所使用的物种实体，是“莱斯特的化石明星”。加尼亚虫由其发现者洛杰·梅森（Roger Mason ；1940年—）命名。1957年，当梅森在查恩伍德森林里发现加尼亚虫化石时，他还是一个学生。随后，梅森成为了一位学术地质学家。据梅森所说，早在他发现加尼亚虫化石的前一年，这块化石就被另一位女学生发现了。新沃克博物馆的加尼亚虫化石展览中也说明了这一点。这名女学生名为蒂娜·内格斯，然而，当时“并没有人把她当回事儿”。

## 其它
新沃克博物馆收藏有四具埃及木乃伊，分别名为帕-内基特-托伊、佩-伊努伊、贝斯-恩-马特和塔-贝斯。博物馆同时收藏有一只使用剥制标本技术制成的北极熊“佩皮”，它是福克斯冰山薄荷品牌的吉祥物。
新沃克博物馆拥有全英国最为丰富的德国表现主义画作收藏。这些画作包括格奥尔格·巴泽利茨、瓦西里·康定斯基以及保罗·克利的作品，均在二战之前由纳粹德国走私而来。纳粹党谴责了这些画家的作品（详情请见1937年颓废艺术展览）。 德国犹太人实业家及艺术收藏家阿尔弗雷德·黑斯之子汉斯·黑斯曾担任新沃克博物馆的策展人助手。 
2007年，理查·阿滕伯勒捐赠了百余件毕加索陶瓷艺术藏品，在新沃克博物馆内进行展览。

## 临时展览
新沃克博物馆的第一层是定期更改主题的临时展览厅。最近的展览包括寻找英王理查三世的遗骸、《超级无敌掌门狗》相关展示、以及一场以战争的丑恶和和平的力量为主题的画作和雕塑展，名为“从战争之魂到和平之手”。

## 外部連結
- Official website （页面存档备份，存于）

52°37′45″N 1°07′40″W / 52.6292°N 1.1278°W